# Hornbostel-Sachs
Hornbostel-Sachs o Sachs-Hornbostel es un sistema de clasificación de instrumentos musicales creado por Erich von Hornbostel y Curt Sachs, y publicado por segunda vez en el «Zeitschrift für Musik» en 1917. En 1961 se publicó una traducción al inglés en el «Galpin Society Journal»; constituye el sistema de clasificación más ampliamente usado por los etnomusicólogos y organólogos.[cita requerida]
Se basa en un sistema desarrollado a fines del siglo XIX por Victor Mahillon, restaurador de la colección del Conservatorio Real de Bruselas;[cita requerida] el sistema Mahillon fue uno de los segundos en clasificar de acuerdo con la materia o parte del instrumento que producía el sonido, pero estaba limitado en su mayor parte a los instrumentos occidentales usados en música clásica.[cita requerida]
El sistema Hornbostel-Sachs es una expansión de aquel, que pretende acercarse al objetivo de clasificar cualquier instrumento musical de cualquier cultura.

## Estructura del sistema
Formalmente, Hornbostel-Sachs se basa en la clasificación decimal de Dewey. Tiene cuatro niveles superiores de clasificación, con varios niveles debajo de estos, agregando más de 300 categorías en total. Los niveles superiores del esquema, con su explicación, son los que se detallan:
- 1. Idiófonos - El sonido es originado en el mismo cuerpo del instrumento vibrante, en lugar de una cuerda, membrana o columna de aire. El término idiófonos proviene del griego "idios" (propio) y "phonos" (sonido), por lo cual se refiere a todos los instrumentos que suenan mediante la vibración de su propio cuerpo. En esencia, esto incluye a gran parte de los instrumentos de percusión (excepto los tambores, que son membranófonos) como los címbalos o xilófonos.
  - 11. Idiófonos de golpe - idiófonos puestos en vibración al ser golpeados, por ejemplo, un xilófono o una caja china.
  - 12. Idiófonos punteados - idiófonos puestos en vibración ser punteados, por ejemplo, el arpa de boca o mbira.
  - 13. Idiófonos por fricción - idiófonos que son raspados, por ejemplo el "violín de clavos" , un instrumento con piezas sólidas de metal en lugar de cuerdas.
  - 14. Idiófonos soplados - puestos en vibración por el movimiento del aire, por ejemplo el clave aéreo, un instrumento consistente en varias piezas de madera que vibran cuando el aire es enviado dentro de ellas.
- 2. Membranófonos - el sonido es originado por una membrana. Este grupo incluye a los tambores y kazoos.
  - 21. Tambores golpeados - instrumentos que tienen una membrana que se golpea, incluyendo la mayoría de tipos de tambores, como el timbal y el redoblante.
  - 22. Tambores punteados - tambores con una cuerda sobre la membrana. Cuando la cuerda es pulsada, ésta pasa la vibración a la membrana, que vibra para dar el sonido. Algunos tipos de tambores usados en India tienen este sistema. Algunos creen que los instrumentos de esta clase deberían incluirse en los cordófonos.
  - 23. Tambores de fricción - tambores que son raspados, ya sea con la mano o con un palo, en lugar de pegar sobre ellos.
  - 24. Membranas resonantes - este grupo incluye al kazoo, que no produce sonido por sí mismo, sino que modifica otros por medio de una membrana vibrante.
- 3. Cordófonos - en los que el sonido es producido por la vibración de una o más cuerdas. Este grupo incluye a todos los instrumentos generalmente llamados instrumentos de cuerda o cuerdas en Occidente, así como algunos instrumentos de teclado (pero no todos) como el piano y el clave. 
  - 31. Cordófonos simples - instrumentos que son en esencia cuerdas sobre un soporte tensor. Estos instrumentos pueden tener una caja de resonancia, pero sin ella, el instrumento igualmente puede tocar, aun cuando el sonido resultante sea diferente. Se incluye aquí al piano, (pianoforte), así como la cítara, el arco musical y varios tipos de arpa no occidentales.
  - 32. Cordófonos compuestos - instrumentos acústicos o electroacústicos en los que la caja de resonancia es una parte integral e inseparable, y cordófonos de cuerpo sólido. Esto incluye la mayoría de los instrumentos de cuerda occidental, como el violín, la guitarra y el arpa orquestal. Atendiendo al modo de producción del sonido, los cordófonos compuestos también pueden ser:
  - 321. De golpe. Por ejemplo, el piano.
  - 322. Punteados. Por ejemplo, el clavicordio o la bandurria.
  - 323. De fricción. Por ejemplo el violín y demás instrumentos tradicionalmente denominados de "cuerda frotada".
- 4. Aerófonos - el sonido es producido por la vibración del aire. Los instrumentos en sí no vibran, y no hay cuerdas o membranas que lo hagan. 
  - 41. Aerófonos libres - donde el aire no está encerrado por el instrumento mismo, por ejemplo una bocina de automóvil, una sirena rotativa, o la bramadera, churinga, zumbador o Bullroarer.
  - 42. Aerófonos verdaderos - donde el aire se encuentra dentro del instrumento. Este grupo incluye la mayoría de los instrumentos llamados "de viento" en Occidente, como la flauta traversa, la flauta dulce, la trompa o el clarinete, o la quena el siku o el shakuhachi. Atendiendo a la manera de producir el sonido, los aerófonos verdaderos se subdividen en:
  - 421. Aerófonos de filo o flautas. Un filo o bisel es el que produce el sonido.
  - 422. Aerófonos de lengüeta. En donde una o dos lengüetas puestas en vibración al soplar son las que producen el sonido. En este grupo entran los saxofones, clarinetes (los dos de lengüeta simple) u oboes (doble), entre otros.
  - 423. Aerófonos de embocadura. En donde los labios del instrumentista colocados adecuadamente en la embocadura producen el sonido. Aquí entran los instrumentos del tipo trompetas, trompas y fliscornos, entre otros.

Posteriormente se ha agregado un quinto grupo de primer nivel, los electrófonos, que producen sonido mediante campos eléctricos (como el teremín), y se les denomina eletrófonos eléctricos, o también mediante circuitos electrónicos, como los sintetizadores, y se les denomina electrófonos eléctricos.
El mismo Sachs parece haberlo previsto como un grupo separado en 1940, en su libro Historia de los Instrumentos Musicales, donde este grupo es listado informalmente al mismo nivel que los cuatro principales. Sin embargo no parece existir una clasificación oficial de los electrófonos con subnivel, y el sistema original de 1914 no los incluía.

## El sistema en la práctica
Más allá de estos grupos principales, existen muchos niveles de clasificación. Así por ejemplo el xilofón, está en la clasificación numerada como 111.212 (se agregan puntos cada tres dígitos para facilitar la lectura).
Un número de clasificación largo no indica necesariamente que el instrumento sea complicado. La corneta natural, por ejemplo, tiene el número 423.121.22, y consiste simplemente en un tubo de forma similar a una trompeta, pero sin llaves ni agujeros para los dedos.
Los números en la clasificación indican lo siguiente:
- 4 - un aerófono
- 42 - el aire vibrante está DENTRO del instrumento
- 423 - los labios del intérprete causan que el aire vibre directamente (distinto de instrumentos con una lengüeta, como el clarinete, o con un agujero de soplado, como la flauta traversa)
- 423.1 - los labios del intérprete son el único medio de cambiar la nota del instrumento (así es, no hay llaves como en una trompeta)
- 423.12 - el instrumento es tubular en lugar de tener forma de caracola
- 423.121 - el intérprete sopla en el extremo del tubo, no en el costado (como en la flauta traversa)
- 423.121.2 - el tubo está curvado o plegado, en lugar de ser recto
- 423.121.22 - el instrumento tiene una boquilla

423.121.22 no identifica unívocamente a la corneta, sino que identifica a este instrumento como perteneciente a un tipo que tiene mucho en común con otros de su misma clase. Otro instrumento clasificado como 423.121.22 es el lur de bronce, un instrumento que data de la Edad del Bronce.

## Sufijos e instrumentos compuestos
Luego de los números arriba descritos, pueden ser agregados sufijos. Un 8 indica que el instrumento tiene un teclado agregado, mientras que un 9 indica que el instrumento se maneja mecánicamente.
Además existen sufijos únicos para cada tipo de grupo de primer nivel, indicando detalles considerados no cruciales a la naturaleza básica de los instrumentos. En la clase membranófonos, por ejemplo, los sufijos pueden indicar cómo está fijada la piel de un tambor. En los cordófonos, los sufijos pueden indicar si las cuerdas son pulsadas con los dedos o con un plectro, etc. 
Hay formas de clasificar instrumentos con este sistema aun si estos tienen elementos de más de un grupo. Así algunos instrumentos pueden tener una larga clasificación con dos puntos o guiones usados junto con los números. Hornbostel y Sachs citan por ejemplo el caso de una colección de gaitas donde algunos de sus tubos son de lengüeta simple (como un clarinete) y otros de doble lengüeta (como el oboe). Existen varios instrumentos compuestos como estos; otro ejemplo muy conocido es la pandereta, que es un instrumento mixto, idiófono y membranófono.